# Waterbasketbal

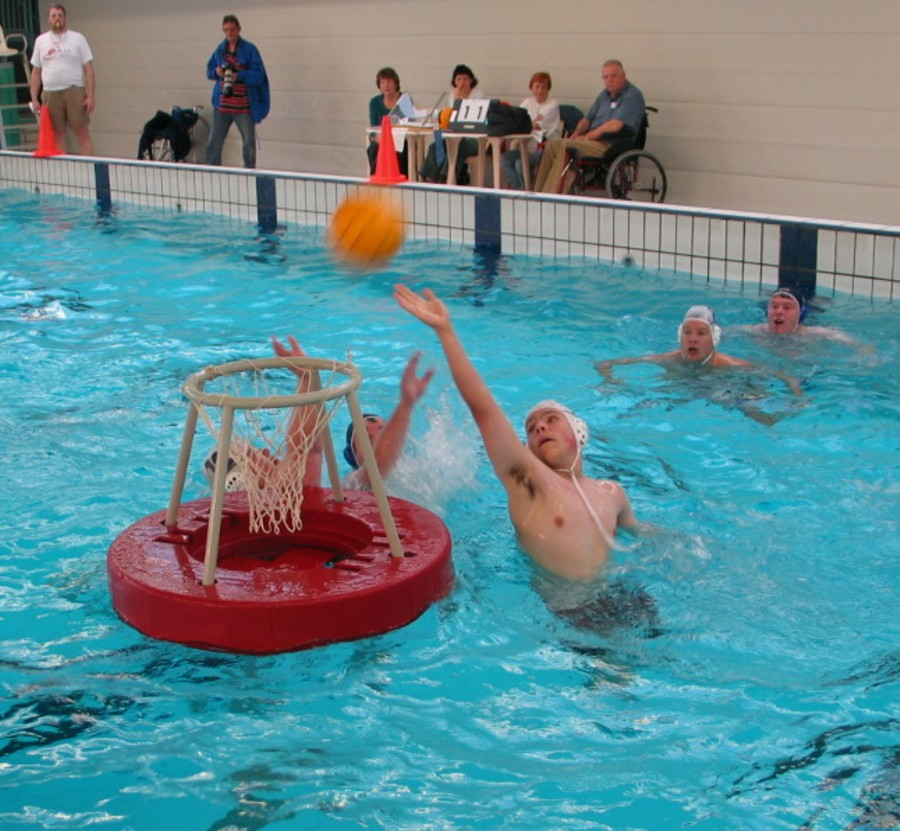
Een doelpoging tijdens een wedstrijd waterbasketbal

Waterbasketbal is een watersportvariant van basketbal die wordt gespeeld in een zwembad. Het wordt ook wel "aquabasketbal" genoemd. Het spel volgt over het algemeen de basisregels van basketbal, maar aangepast aan het watermilieu.
Waterbasketbal is niet zo wijdverbreid als gewoon basketbal, maar het is populair als recreatieve activiteit in zwembaden en vakantieresorts. Het combineert de opwinding van basketbal met de unieke uitdagingen van het spelen in water.

## Geschiedenis
In Nederland wordt al sinds de jaren zeventig waterbasketbal gespeeld. In Nederland wordt de sport vooral gespeeld door mensen met een handicap. Naast reguliere toernooien organiseren zij ook een landelijk kampioenschap waar de beste teams strijden om de officiële Nederlandse kampioenstitel Waterbasketbal. In 1986 werd het eerste NK Waterbasketbal gespeeld in Roden. Vanaf 2013 wordt de sport georganiseerd door de Koninklijke Nederlandse Zwembond.
In Slovenië ontwikkelde zich in 1997 een versie van waterbasketbal. Tot die tijd werden er twee versies van waterbasketbal gespeeld. In de eerste stond een klassieke mand aan de rand van het zwembad. Dit was niet erg handig omdat de speler tegen de muur van het zwembad werd getrapt en de basket te hoog was om enkele aantrekkelijke acties uit te oefenen. De tweede versie maakte gebruik van een zwevende basket, waardoor het erg moeilijk was om de bal in de basket te gooien. Tomaž Slavec en Matjaž Kodek uit Kranj, Slovenië ontwikkelden een speciale basket (een lange pilaar verzonken in het water, met mand aan het uiteinde op één meter boven waterniveau), de bal, en stelden nieuwe spelregels op. Alle nadelen van de eerder beschreven versie van waterbasketbal zijn weggenomen. Er is geen sprake van een muur- en zwevende basket-probleem, het spel werd erg dynamisch (net als bij hockey) omdat het achter de basket gespeeld kon worden. Dit spel wordt ook in Hongarije gespeeld. In Pécs sinds 2003 het PVKK-team en in Boedapest sinds 2007 het Budapesti Medúzák-team.
In Tasmanië begon Water Basketball voor het eerst in september 2003 met een demonstratiewedstrijd tussen twee teams bestaande uit Hobart Chargers, Hobart Hurricanes, Tassie Devils voetbalteam en het Tassie Tigers cricketteam. De sport is verder ontwikkeld door The Hobart Aquatic Centre om een meer recreatieve en gemengde benadering van het spel mogelijk te maken. Het gaat om twee teams van zes spelers (waarvan er minstens drie vrouwen zijn) op het veld (met een maximum van vier extra wisselspelers), die de bal door het zwembad doorgeven naar hun doeleinde, een hoepel die lijkt op basketbal.
In 2005 erkende de Italiaanse basketbalfederatie het als een vorm van basketbal.

## Kenmerken
Waterbasketbal wordt gespeeld in een zwembad, meestal in een ondiep gedeelte waar de spelers kunnen staan. In plaats van traditionele basketbalringen worden doelen gebruikt die meestal aan de zijkanten van het zwembad zijn bevestigd. Een speciale waterbasketbal wordt gebruikt, die drijft op het water.
Elk team bestaat uit een aantal spelers, meestal vijf zoals bij regulier basketbal. De basisregels van basketbal zijn van toepassing, maar met enkele aanpassingen. Bijvoorbeeld, dribbelen en schieten moeten worden aangepast aan het water. Spelers mogen het water niet verlaten tijdens het spel
Omdat het spel zich afspeelt in water, moeten spelers altijd rekening houden met veiligheidsmaatregelen, zoals het vermijden van ruwe spelacties die kunnen leiden tot ongelukken.